# Denazalizacja
Denazalizacja lub odnosowienie to zmiana fonetyczna polegająca na zatracie artykulacji nosowej przez samogłoskę nosową i przejściu jej w samogłoskę ustną.

## Języki słowiańskie
Język prasłowiański miał dwie samogłoski nosowe: przednią ę oraz tylną ǫ. W wyniku denazalizacji większość języków słowiańskich utraciła je. Obie nosówki zachowały się w językach lechickich (w tym polskim) i w niektórych gwarach słoweńskich, macedońskich i bułgarskich. W pozostałych dawne ę, ǫ przeszły w rozmaite samogłoski ustne. Odnosowienie spotyka się w nazwach słowiańskich zapisanych już w X wieku, np. w dziele Konstantyna Porfirogenety O narodach.
- W językach wschodniosłowiańskich ę przeszło w ’a, podczas gdy ǫ przeszło w u[3]. Przykłady: psł. pętь > ros. пять (piatʹ) „pięć”; psł. dǫbъ > ros. дуб (dub) „dąb”
- W językach czesko-słowackich zasadniczo tak samo jak u wschodniosłowiańskich ę przeszło w ’a, podczas gdy ǫ przeszło w u[4], jednak tu obraz zaciemniają późniejsze zmiany fonetyczne, m.in. czeskie przejście samogłoski a między dwoma miękkimi spółgłoskami na e[5]. Przykłady: psł. męso > czes. maso „mięso”, psł. dǫbъ > czes. dub „dąb”, ale psł. pętь > czes. pět (a między miękkimi przechodzi w e).
- W języku słoweńskim ę przeszło w e, podczas gdy ǫ przeszło w o (wyłączając niektóre gwary, które zachowały nosówki)[6]. Przykłady: psł. pętь > słoweń. pẹ̑t „pięć”; psł. dǫbъ > słoweń. dọ̑b „dąb”

W polskim języku literackim – mimo ogólnego zachowania samogłosek nosowych – odnosowienie zachodzi w pewnych pozycjach: przede wszystkim w wygłosie, np. mówię (wymawiane mówie), żonę (wymawiane żone) oraz wewnątrz wyrazu przed spółgłoskami płynnymi, np. wzięli (wymawiane wzieli). W niektórych polskich gwarach występuje ono szerzej – w części Małopolski samogłoski nosowe całkowicie zanikły (zamiast ząb, zęby wymawia się tam zob, zeby).

## Język litewski
Litewskie litery ą ę į ų oznaczają dawne samogłoski nosowe, które obecnie wymawia się jako długie samogłoski ustne.